# Walking Purchase

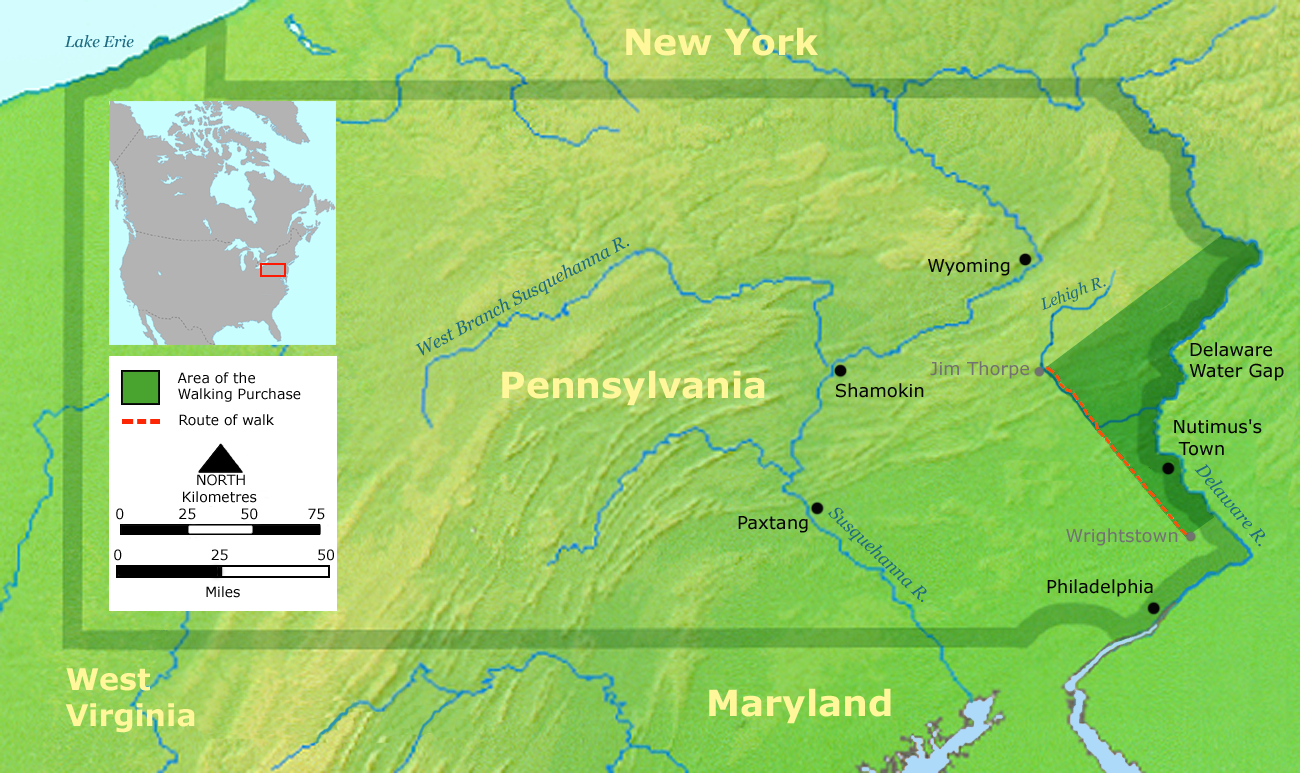
Den mark Penn förvärvade genom Walking Purchase är skuggad.

Walking Purchase var ett storstilat bedrägeri som William Penns son och arvinge Thomas Penn genomförde mot lenaperna 1737 varigenom han tillskansade sig 4 860 km² mark från dem. När lenaperna protesterade mot bedrägeriet hotades de med militärt våld av Irokesförbundet. Walking Purchase gjorde att lenaperna allierade sig med fransmännen under de fransk-indianska krigen. Försök att domstolsvägen delvis få rättelse avvisades av de federala domstolarna 2004 med motiveringen, att historiska äganderättsförvärv från indiannationer som genomförts genom bedrägeri trots detta är laga fång. 

## Bakgrund
Provinsen Pennsylvania hade förlänats till William Penn 1681. Den mark som han upplät till invandrande engelsmän och tyskar förvärvade han från lenaperna genom formella markavträdelser. Efter Penns död blev hans söner i andra giftet gemensamma länsinnehavare. Thomas Penn seglade 1732 till Nya Världen för att lösa en gränskonflikt med provinsen Maryland. Men han blev kvar i kolonin och arbetade på att befästa länsinnehavarnas ställning genom att förvärva mer mark från indianerna.  

## Köpet

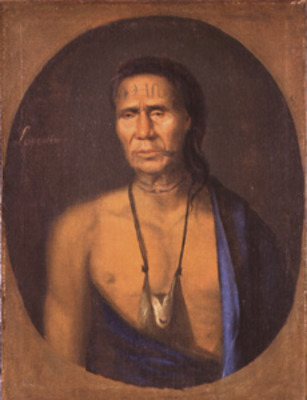
Lappawinso var en av de lenaper som undertecknade Walking Purchase 1737. Målning av Gustaf Hesselius 1735.

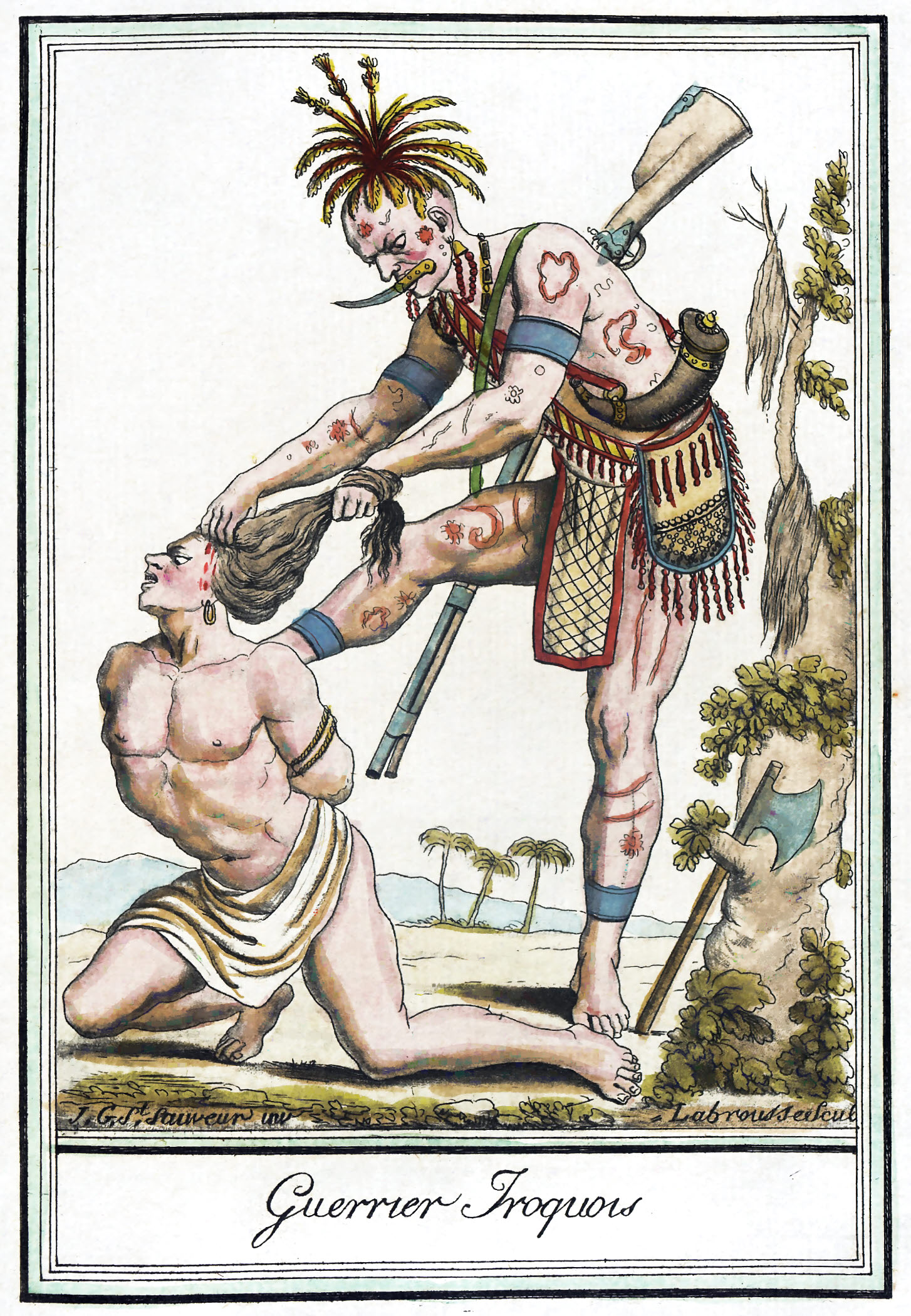
Genom Covenant Chain var irokeserna förbundna med de engelska kolonierna. I ett längre perspektiv blev de ett verktyg för brittisk imperialism.

Thomas Penn visade genom indiantolken Conrad Weisers förmedling lenaperna vad som sades vara ett köpebrev undertecknat av lenaperna 1686, i vilket indianerna sålde mark norr om Delawarefloden till William Penn. Det sålda området skulle avgränsas genom en och en halv dags marsch från en överenskommen utgångspunkt. Lenaperna hade svårt att acceptera köpebrevets autenticitet då det inte var utformat efter den engelska lagens krav. Det fanns heller ingen möjlighet att få det verifierat av gamla lenaper eftersom de som skulle ha undertecknat avtalet sedan länge var döda eller avflyttade. Men efter svåra påtryckningar och för att behålla vänskapen med Pennsylvanias invånare gick ett antal ledande lenaper med på att underteckna ett avtal vilket förband lenaperna att hedra köpebrevet från 1686. Penn hyrde tre tränade löpare och lyckades hitta tre lenaper vilka skulle vara vittnen. Redan från start började löparna springa så snabbt de kunde, till slut var bara en kvar. Han hade då sprungit 104 km på arton timmar. När sedan området skulle avmätas på marken av lantmätare gjorde dessa allt för att få en så stor yta som möjligt avgränsad. 

## Krig
När lenaperna senare protesterade mot genomförandet inkallade Penn representanter från Irokesförbundet till det möte som hölls med lenaperna 1742. Irokeserna förklarade att de var lenapernas överherrar, att lenaperna inte hade någon rätt att förhandla om mark och vatten annat än tillsammans med irokeserna, och att lenaperna hade att förpassa sig till Wyomingdalen där irokeserna upplät mark åt dem. Lenaperna flyttade dit, men också längre västerut. De få som blev kvar tvingades antingen slå sig ned på dåliga marker eller bli fattiga lantarbetare eller drängar hos kolonisterna. Lenaperna övergav de fredliga förbindelser man haft med Pennsylvanias invånare och allierade sig med fransmännen under de återstående fransk-indianska krigen. 

## Modern rättssak
Delaware Nation, en modern indiannation, stämde 2004 staten Pennsylvania för att återfå 1,27 km² av den mark som ingått i Walking Purchase. Den federala distriktsdomstolen fastställde att köpet genomförts genom bedrägeri, men avvisade delawarernas talan därför att frågan om rättvisa vid fördrag med indianerna ligger utom de amerikanska domstolarnas kompetens. Den federala appellationsdomstolen höll med distriktsdomstolen och fastställde att historiska äganderättsförvärv från indiannationer som genomförts genom bedrägeri trots detta är laga fång. USA:s högsta domstol gav inte prövningstillstånd.